# Kąt ostrzału

Kąt ostrzału pionowego armaty czołgowej

Kąt ostrzału – kąt zarówno w pionie, jak i w poziomie, w którym broń palna może prowadzić ogień. Kąt ostrzału jest ograniczony przez konstrukcję podstawy broni lub strzelnicy.
Kąt ostrzału poziomego montowanych w obrotowej wieży armat czołgowych wynosi 360°, natomiast w przypadku armat ciągnionych posiadające łoże z jednym ogonem kąt ostrzału wynosi około 6°. Armaty posiadające łoże z rozstawianymi podporami mogą mieć większy kąt ostrzału poziomego, który wynosi 50° lub więcej.
Kąt ostrzału pionowego zależy od przeznaczenia broni. Pod tym względem rozróżniamy:
1. Strzelanie płaskotorowe - armata, karabin
2. Strzelanie stromotorowe - moździerze, haubice